# Лешница (община Ормож)
Вижте пояснителната страница за други значения на Лешница.
Лешница (на словенски: Lešnica) е село в Словения, Подравски регион, община Ормож. Според Националната статистическа служба на Република Словения през 2015 г. селото има 190 жители.